# Pietro Bianchi (aviatore)
Pietro Bianchi (Stradella, 15 luglio 1915 – Capo Pula, 2 agosto 1943) è stato un militare e aviatore italiano, decorato di Medaglia d'oro al valor militare alla memoria durante il corso della seconda guerra mondiale. Insignito anche di due Medaglie d'argento, una di bronzo e due Croci di guerra al valor militare.

## Biografia
Nacque a Stradella, provincia di Pavia, il 15 luglio 1915, figlio di Eugenio. Dopo aver conseguito il diploma di ragioniere, nel 1936 si arruolò nella Regia Aeronautica in qualità di allievo sergente pilota. Dapprima effettuò il corso di pilotaggio presso il campo d'aviazione di Taliedo, passando poi alla Scuola centrale di Portorose dove conseguì la promozione a sergente nel giugno 1937. Assegnato in servizio presso la 162ª Squadriglia dell'88º Gruppo Autonomo di base a Vigna di Valle, ricevette un Encomio solenne per un audace tentativo di salvataggio dell'equipaggio di un aereo precipitato nel lago di Bracciano. Divenuto sergente maggiore nel 1938, nel febbraio del 1940 fu trasferito alla 352ª Squadriglia, 20º Gruppo, del 56º Stormo Caccia Terrestre, con la quale, dopo l'entrata in guerra del Regno d'Italia, avvenuta il 10 giugno dello stesso anno, quando si trovava all'Aeroporto di Roma-Ciampino sui Fiat G.50, combatté sul fronte occidentale. Successivamente prese parte a numerose azioni sull'isola di Malta, venendo poi assegnato nel mese di settembre in forza al Corpo Aereo Italiano inviato a Maldegem in Belgio per affiancare la Luftwaffe nel corso della battaglia d'Inghilterra. Ritornato in Italia fu trasferito, con la sua squadriglia, in A.S.I., distinguendosi nel corso della operazioni belliche, tanto che fu promosso maresciallo di 3ª classe. Verso la fine del 1941 ritornò in Italia, combattendo ancora sui cieli del Mediterraneo e di Malta.
Perse la vita il 2 agosto 1943 di fronte a Capo Pula, in Sardegna. Il suo Aermacchi C.202 Folgore venne abbattuto dal Lockheed P-38 Lightning del 49th Fighter Squadron ai comandi del Lieutenant Carroll S. Knott, e si inabissò in mare insieme al suo pilota. Per il coraggio dimostrato in combattimento durante la seconda guerra mondiale fu decorato con la Medaglia d'oro al valor militare alla memoria. A quell'epoca risultava un asso dell'aviazione avendo abbattuto cinque aerei nemici singolarmente, e altre cinquantasei collettivamente.

### Fonti
1. 1 2 3  Ufficio Storico Stato Maggiore dell'Aeronautica 1969, p. 132.
2. 1 2 3 4 5  Combattenti Liberazione.
3. 1 2  Mattioli 2016, p. 48.
4. ↑  Sito web del Quirinale: dettaglio decorato.
5. ↑  Bollettino Ufficiale 1944, supplemento 2, pag.4 e dispensa 19 pag.26, e Bollettino Ufficiale 1959, suppl.7, pag.9.
6. ↑  Bollettino Ufficiale 1943, dispensa 29, pagina 1080, registrato alla Corte dei Conti addì 9 agosto 1943, registro n.2 Aeronautica, foglio n.273.